# McN-481
McN-481是一种含氮有机化合物，分子式C
12H
18N
2O
3，是5-(1,3-二甲基丁基)-5-乙基巴比妥酸（DMBB）的脱氢衍生物，能作为巴比妥类惊厥剂。